# Mossi
Mossi (ili Mosse, jednina Moaaga) su etnička grupa zapadnosudanskih naroda iz skupine Gur iz Burkine Faso koji govore jezikom mòoré ili mossi.
Žive uglavnom u selima na području rijeka: Crvena Volta i Bijela Volta. Mossi su najveća etnička grupa u Burkini Faso, koja čine više od 40% stanovništva, ili oko 6,2 milijuna ljudi. Drugih 60% stanovništva Burkine Faso sastoji se od više od 60 etničkih skupina, a uglavnom ih čine: Gurunsi, Senufo, Lobi, Bobo, i Fulani. Mossi govore jezik, koji se zove Moore ili Mossi jezik.
Mossi potječu iz Burkine Faso, iako značajan broj živi u susjednim zemljama, kao što su: Benin, Obala Bjelokosti, Gana, Mali i Togo. Godine 1996., procijenjeni broj stanovnika Burkine Faso bio je 10,623.323. Pet do šest milijuna vjerojatno su Mossi, a još 1,2 milijuna pripadnika skupine Mossi žive u Obali Bjelokosti. 
Budući da se povijest etničke grupe Mossi zadržala samo u obliku usmene predaje, nemoguće je precizno odrediti datume razdoblje prije dolaska bijelaca. Ipak povjesničari smatraju, da je početak njihove države u 15. stoljeću. Mossi su osvojili velike teritorije zahvaljujući uspješnom jahanju konja te su uspostavili prosperitetno kraljevstvo Mossi i čuvali mir u regiji prije dolaska bijelaca. Širenje Kraljevstva Mossi prestalo je u 19. stoljeću s početkom intenzivne kolonizacije od strane Francuza. Prije toga, Mossi su imali vjerovanje da "kada se prvo bijelo lice pojavi u zemlji, narod će umrijeti".